# Plexaura miniacea
Plexaura miniacea is een zachte koraalsoort uit de familie Plexauridae. De koraalsoort komt uit het geslacht Plexaura. Plexaura miniacea werd in 1834 voor het eerst wetenschappelijk beschreven door Ehrenberg. 